# Selección de críquet de Irlanda del Norte

## Historia
El críquet en Irlanda generalmente se organiza en toda Irlanda, y la selección nacional representa tanto a Irlanda del Norte como a la República de Irlanda. Sin embargo, para el torneo de cricket de los Juegos de la Commonwealth de 1998, participó un equipo de Irlanda del Norte, ya que la República no es miembro de la Commonwealth. Sigue siendo la única aparición de tal equipo en el cricket internacional.
El torneo comenzó para Irlanda del Norte con un partido contra Sudáfrica. Irlanda del Norte anotó 89/5 antes de que la lluvia pusiera fin a sus entradas a los 39. Se estableció un objetivo de 131 de 38 overs utilizando el método Duckworth-Lewis para Sudáfrica, que lograron en el 32º, Dale Benkenstein anotando 44 no out. Ryan Eagleson ganó 3/28 para el equipo de Irlanda del Norte.
Su segundo partido fue contra Barbados, y Barbados anotó 296/5 de sus 50 overs, Philo Wallace anotó el máximo anotador con 92. Irlanda del Norte solo pudo anotar 120/7 en respuesta, Stephen Smyth anotó el máximo anotador con 58, perdiendo por 176 carreras.
Irlanda del Norte consiguió su única victoria en su tercer partido, contra Bangladés. Irlanda del Norte bateó primero y fueron eliminados por 177, con Kyle McCallan anotando 53 invictos. Luego lanzaron a sus oponentes por 63 con Gordon Cooke tomando cinco terrenos.

## Jugadores
Los siguientes jugadores jugaron para Irlanda del Norte en su único torneo:
| - Neil Anderson - Neil Carson - Gordon Cooke - Dekker Curry - Ryan Eagleson | - Peter Gillespie - Derek Heasley - Kyle McCallan - Paul McCrum | - Gary Neely - Andrew Patterson - Alan Rutherford - Stephen Smyth |